# صائد المحار الفنشي
صائد المحار الفنشي (الاسم العلمي: Haematopus finschi) (بالإنجليزية: South Island Oystercatcher)‏ هو نوع من الطيور يتبع جنس صائد المحار من فصيلة صائدات المحار.